# CLEC3B
CLEC3B‏ (C-type lectin domain family 3 member B) هوَ بروتين يُشَفر بواسطة جين CLEC3B في الإنسان.